# Carlos Büsser
Carlos Alberto César Büsser (Rosario, 10 de enero de 1928-Buenos Aires, 29 de septiembre de 2012) fue un militar argentino perteneciente a la Infantería de Marina de la Armada Argentina que se desempeñó como comandante de la Fuerza de Desembarco (GT 40.1) en la Operación Rosario para la recuperación de las islas Malvinas el 2 de abril de 1982, poniendo fin a 149 años de ocupación británica. Murió mientras era enjuiciado por comisión de crímenes de lesa humanidad entre 1976 y 1983, durante el Proceso de Reorganización Nacional.

## Biografía
Carlos Alberto César Büsser nació el 10 de enero de 1928 en la ciudad de Rosario.
De muy joven se incorporó a la Armada Argentina en la Escuela Naval Militar, integrándose a la Infantería de Marina, en 1947, egresando en 1951. En septiembre de 1955, siendo teniente, tomó parte en los combates que tuvieron lugar en la Base Naval de Río Santiago, a las órdenes del almirante Isaac Francisco Rojas, contra las fuerzas gubernamentales del general de brigada Heraclio Ferrazzano, durante el golpe de Estado autodenominado Revolución Libertadora, al frente de un pelotón de Infantería de Marina.
Büsser fue secretario personal del almirante Emilio Massera antes del último golpe de Estado. En 1976 fue subsecretario operativo de la Secretaría de Información Pública en el Gobierno de facto del teniente general Jorge Rafael Videla. Comandó en 1977 la Fuerza de Tareas 2, que actuó en la zona de Bahía Blanca en el marco del terrorismo de Estado.
Ascendió al rango de contraalmirante el 31 de diciembre de 1979.

### Guerra de las Malvinas

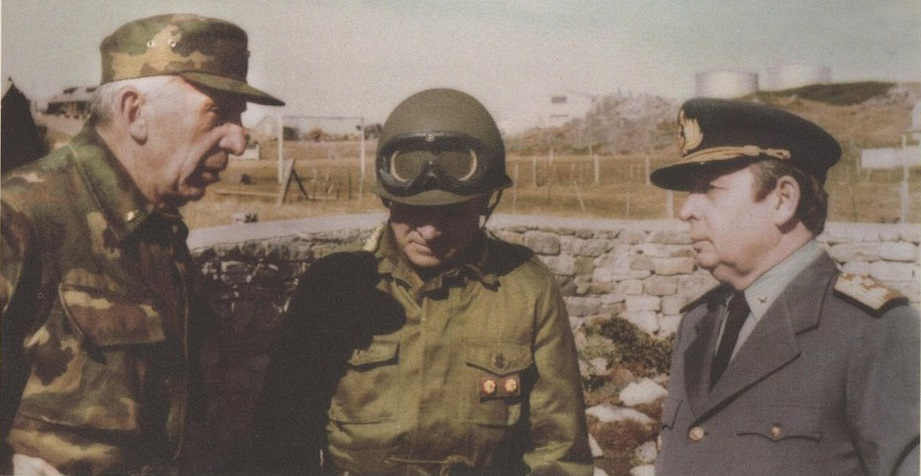
De izq. a der.: Büsser, Osvaldo García, Gualter Allara.

En 1982, con la jerarquía de contraalmirante, comandó la Fuerza de Desembarco que en el marco de la Operación Rosario desembarcó el 2 de abril en las islas Malvinas y logró la rendición del gobernador británico Rex Hunt.

### Jefe del Estado Mayor Conjunto
Luego de la guerra, el 20 de septiembre de 1982, fue designado jefe del Estado Mayor Conjunto de las Fuerzas Armadas, cargo que ejerció hasta el 15 de diciembre de 1983. Pasó a retiro el 1 de abril de 1984.

### Enjuiciamiento
Desde 2009 se encontraba en prisión domiciliaria a la espera de un juicio por su presunta participación en delitos de lesa humanidad cometidos entre 1976 y 1983, durante la última dictadura militar en Argentina.

### Fallecimiento
Falleció a los 84 años de edad el día sábado 29 de septiembre de 2012 a causa de un infarto en su domicilio de la ciudad de Buenos Aires. Cuatro días después, el 2 de octubre de 2012, falleció su mujer Delia Lidia Niemietz de Büsser.